# Rubas pagasts
Rubas pagasts er en territorial enhed i Saldus novads i Letland. Pagasten etableredes i 1922, havde 932 indbyggere i 2010 og omfatter et areal på 86,80 kvadratkilometer. Hovedbyen i pagasten er Ruba.